# Bolesław Sokołowski (pułkownik)
Bolesław Sokołowski (ur. 14 stycznia?/26 stycznia 1895 w Tulczynie, zm. 7 maja 1980 w Józefowie) – podpułkownik broni pancernych Wojska Polskiego II Rzeczypospolitej i Polskich Sił Zbrojnych, mianowany pułkownikiem przez władze RP na uchodźstwie.

## Życiorys
Syn właściciela ziemskiego na Podolu Waleriana i Marii ze Skikiewiczów. Absolwent średniej Szkole Handlowej w Humaniu, a następnie student Instytutu Handlowego w Moskwie.
15 sierpnia 1916 roku został wcielony do 1 Studenckiego Batalionu w Niżnym Nowogrodzie. Od 15 października 1916 roku do 1 kwietnia 1917 roku był junkrem w Czugujewskiej Szkole Wojskowej (ros. Чугуевское военное училище) w Czugujewie. Po ukończeniu kursu służył w 39 pułku pancernym, a później w 33 pułku pancernym na froncie rumuńskim. Od listopada 1917 roku do marca 1918 roku chorował na tyfus. Następnie wstąpił do Armii Ochotniczej generała Antona Denikina jako dowódca plutonu w 2 pułku zbiorczym.
Wiosną 1920 roku wstąpił do Wojska Polskiego. Pełnił początkowo obowiązki oficera do zleceń w sztabie 18 Dywizji Piechoty. Od czerwca służył w 17 pułku Ułanów Wielkopolskich im. Bolesława Chrobrego w Lesznie. W czasie wojny polsko-bolszewickiej był dowódcą plutonu w szwadronie ciężkich karabinów maszynowych. 10 września 1920 roku dowodził wypadami na tyły nieprzyjaciela w Stratyniu.
Od sierpnia do września 1923 uczestniczył w kursie dowódców szwadronów. W Toruniu przechodził przeszkolenie strzeleckie. Od stycznia do lipca 1927 roku odbył kurs w zakresie broni pancernej. Od lipca 1928 roku do września 1932 roku dowodził szwadronem szkolnym 17 pułku ułanów.  W 1931 roku szwadron szkolny pod jego dowództwem otrzymał przechodnią nagrodę „Srebrnej Lancy” ufundowanej przez Prezydenta RP Ignacego Mościckiego. Od jesieni 1938 roku do wiosny 1939 roku odbył  kurs oficerów sztabowych broni pancernej przy Wyższej Szkole Wojennej.
W kampanii wrześniowej pełnił funkcję kierownika zaopatrzenia broni pancernej Armii „Karpaty”.
Z powodu braku broni pancernych wyznaczony na dowódcę kwatery armii, a następnie na dowódcę kwatery Frontu Południowego.
Granicę węgierską przekroczył w nocy z 18 na 19 września. Internowany w obozie Egel do stycznia 1940 roku, a do kwietnia 1940 roku w obozie Tesmag. We Francji dowodził formującym się 5 batalionem pancernym w Piolenc. Po upadku Francji ewakuowany do Wielkiej Brytanii, gdzie pełnił różne stanowiska w I Korpusie Polskim w Szkocji. W latach 1941–1942 kierował kursami w Centrum Wyszkolenia Broni Pancernej.
W sierpniu 1941 roku został dowódcą 67 baonu czołgów i komendantem garnizonu Kelso. Od 18 kwietnia do 23 maja 1942 roku był słuchaczem kursu języka angielskiego dla dowódców baonów (pułków) w Polskim Biurze Wojskowym w Edynburgu, a od 24 do 30 maja 1942 roku przebywał na urlopie wypoczynkowym w Londynie i Brighton. 1 czerwca 1942 roku przejął od majora Aleksandra Izdebskiego obowiązki dowódcy 65 baonu czołgów, a następnego dnia przekazał majorowi Bronisławowi Brągielowi obowiązki dowódcy 67 baonu czołgów.
29 października 1943 został przeniesiony do 2 Dywizji Grenadierów Pancernych na stanowisko dowódcy 16 Brygady Pancernej. Pełnił je do jesieni 1946. Ze względu na przekroczoną granice wieku nie został wysłany na front. Wniosek o przyznanie awansu w 1946 roku został odrzucony również z powodu wieku. Od jesieni 1946 roku do lipca 1947 roku pełnił obowiązki dowódcy 10 Grupy Brygadowej Polskiego Korpusu Przysposobienia i Rozmieszczenia. We wrześniu 1948 roku został zdemobilizowany.
Po wojnie pozostał w Szkocji, gdzie gospodarował na farmie hodowlanej Hillhead w Irongray (hrabstwo Dumfries). Śmierć żony i pogarszający się stan zdrowia spowodowały, że sprzedał farmę i w grudniu 1973 powrócił do Polski. Zamieszkał w Warszawie, a następnie w Józefowie. Zmarł 7 maja 1980 roku w Józefowie.
Bolesław Sokołowski był dwukrotnie żonaty. Po raz pierwszy z Wandą Fabisch, zmarłą w 1972 roku, a od 1975 roku z Natalią Gosse. Nie miał potomstwa.

## Stanowiska służbowe
- dowódca plutonu
- dowódca szkoły podoficerskiej w 17 pułku ułanów
- dowódca szwadronu ckm w 17 pułku ułanów – od września 1932 do listopada 1936
- komendant brygadowej szkoły podoficerskiej ciężkich karabinów maszynowych – od września 1932 do listopada 1936
- dowódca kolumny samochodowej 6 batalionu pancernego (przydział mob.) – 1937
- zastępcą dowódcy 6 bpanc – kwiecień 1937
- zastępca dowódcy Oddziału Rozpoznawczego Korpusu
- dowódca 1 pułku pancernego (3.06. 1942 – 15.11. 1943)
- dowódca 3 batalionu pancernego (1941/1942?)
- dowódca 67 batalionu czołgów –  sierpień 1941 – czerwiec 1942
- dowódca 1 pułku pancernego  – od czerwca 1942 do listopada 1943
- dowódca 16 Brygady Pancernej – jesień 1943 – jesień 1946

## Awanse
Bolesław Sokołowski awansował w terminach:
- chorąży – 15 czerwca 1917
- podporucznik – październik 1917
- porucznik – 1922
- rotmistrz – 27 stycznia 1930 roku ze starszeństwem z dniem 1 stycznia 1930 roku i 31. lokatą w korpusie oficerów kawalerii[6]
- major – 19 marca 1937
- podpułkownik – 1 stycznia 1943
- pułkownik – 1 stycznia 1964

## Ordery i odznaczenia
- Krzyż Walecznych (1921)[7]
- Medal Wojska (trzykrotnie)
- Srebrny Krzyż Zasługi (19 marca 1931)[8]